# Episodi di Danni Lowinski (serie televisiva 2013) (quarta stagione)
La quarta stagione della serie televisiva Danni Lowinski è stata trasmessa in anteprima nei Paesi Bassi dalla SBS6 tra il 29 febbraio 2016 e il 16 maggio 2016.
| nº | Titolo originale | Titolo italiano | Prima TV Paesi Bassi | Prima TV Italia |
| -- | ---------------- | --------------- | -------------------- | --------------- |
| 1  | Episodio 4x01    | Inedito         | 29 febbraio 2016     | Inedito         |
| 2  | Episodio 4x02    | Inedito         | 7 marzo 2016         | Inedito         |
| 3  | Episodio 4x03    | Inedito         | 14 marzo 2016        | Inedito         |
| 4  | Episodio 4x04    | Inedito         | 21 marzo 2016        | Inedito         |
| 5  | Episodio 4x05    | Inedito         | 28 marzo 2016        | Inedito         |
| 6  | Episodio 4x06    | Inedito         | 4 aprile 2016        | Inedito         |
| 7  | Episodio 4x07    | Inedito         | 11 aprile 2016       | Inedito         |
| 8  | Episodio 4x08    | Inedito         | 18 aprile 2016       | Inedito         |
| 9  | Episodio 4x09    | Inedito         | 25 aprile 2016       | Inedito         |
| 10 | Episodio 4x10    | Inedito         | 2 maggio 2016        | Inedito         |
| 11 | Episodio 4x11    | Inedito         | 9 maggio 2016        | Inedito         |
| 12 | Episodio 4x12    | Inedito         | 16 maggio 2016       | Inedito         |